# Jean-Jacques Feuchère
Pour les articles homonymes, voir Feuchère.
Jean-Jacques Feuchère, né le 24 août 1807 à Paris et mort dans la même ville le 25 juillet 1852, est un sculpteur et médailleur français.

## Biographie

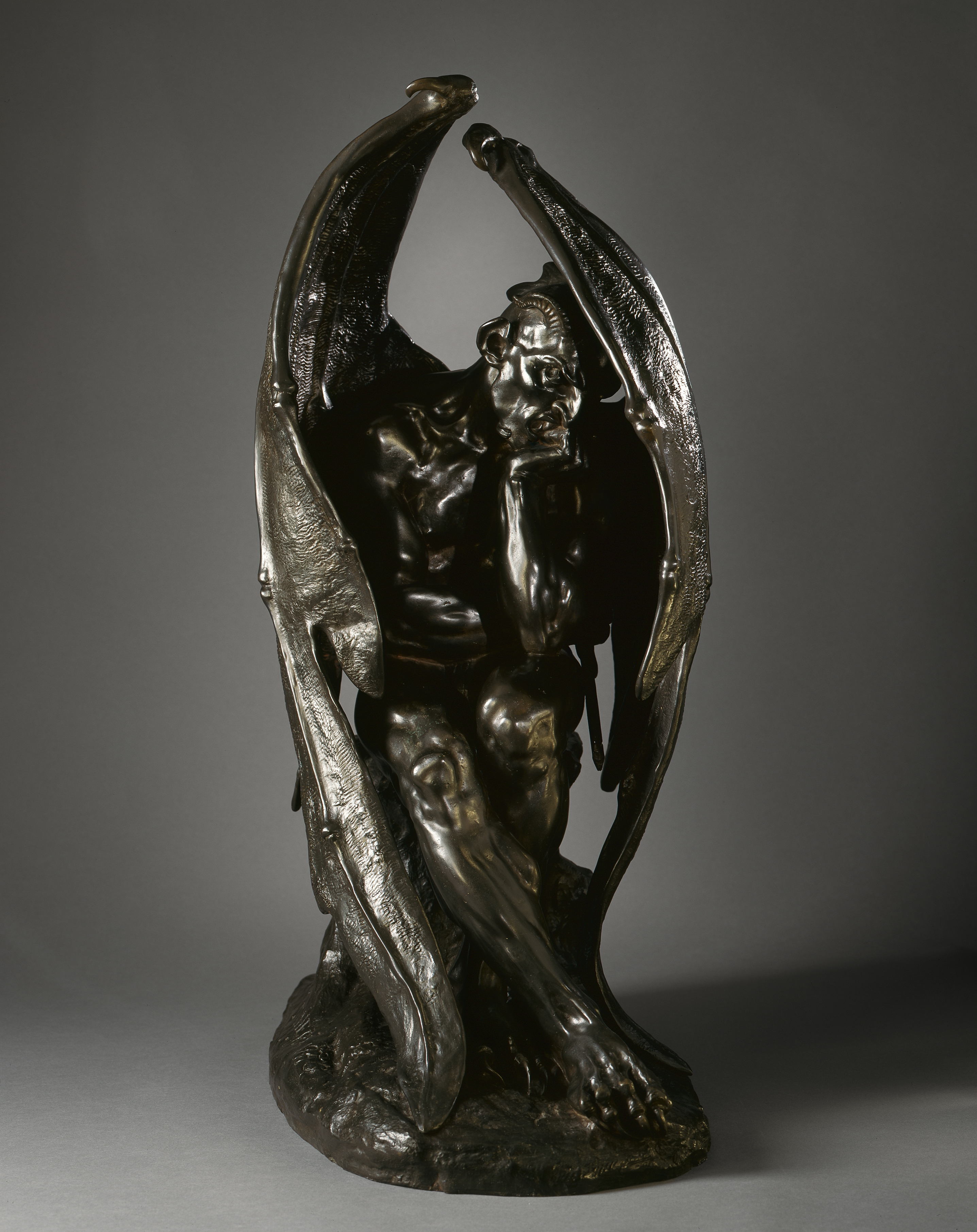
Satan (vers 1836), bronze, musée d'Art du comté de Los Angeles.

Fils du ciseleur Jacques-François Feuchère et de Marie-Louise Dutilloy, Jean-Jacques Feuchère commence par travailler pour les orfèvres et les fabricants de bronze. Il se dit l'élève de Jean-Pierre Cortot et de Jules Ramey,, professeurs à l'École des beaux-arts de Paris, établissement qu'il ne fréquenta pourtant pas. Il débute au Salon de 1831 par deux sculptures, Judith et David montrant la tête de Goliath, qui furent très remarquées mais on lui reproche un style trop proche de Jean Goujon. Il remporte une médaille de deuxième classe en 1834.
En 1846, il est nommé chevalier de la Légion d'honneur.
En 1848, il participe au concours le la figure sculptée de la République française lancé par le gouvernement provisoire. Le jury retient son projet et on lui commande le marbre en 1849 pour figurer La Constitution. Il l'achève en 1852 et il est inauguré sur la place du Palais-Bourbon en 1854 sous le nom de La Loi.
Il eut pour élève Jacques-Léonard Maillet lorsqu'il entra aux Beaux-Arts en 1840, avant qu'il ne devienne l'élève de James Pradier.
Une des œuvres les plus réputées de Jean-Jacques Feuchère est son Satan (vers  1833) tirant son inspiration du romantisme noir.
Il meurt à Paris le 25 juillet 1852.
Il fut un grand collectionneur d'art et avait amassé une collection considérable dans son atelier en une vingtaine d'années car il avait un fort goût pour l'art des siècles passés. Sa collection fut dispersée aux enchères publiques en mars 1853.

## Œuvres

### Œuvres dans les collections publiques
- Montargis, musée Girodet : Léonard de Vinci, 1839, statuette en bronze.
- Nemours, château-musée : Jean-Baptiste Prospère Bressant, dit Prosper Bressant, plâtre, 51 x 14 x 14 cm. 1903.85.1[6].
- Paris :
  - arc de triomphe de l'Étoile, face à l'avenue de la Grande Armée : Le Passage du pont d'Arcole le 15 novembre 1796, 1834, haut-relief en pierre.
  - cimetière du Père-Lachaise : Pleureuse, 1829, bas-relief en pierre ornant la sépulture du peintre Louis Lafitte.
  - église de la Madeleine : Sainte Thérèse, statue en pierre.
  - église Saint-Denys-du-Saint-Sacrement, fronton : Les Vertus théologales, 1835, bas-relief en pierre.
  - fontaine Cuvier : L'Histoire naturelle, 1846, statue en pierre. L'allégorie tient une tablette sur laquelle est inscrit : « Rerum cognoscere causas » (« Connaître les causes profondes des choses »).
  - fontaine Saint-Sulpice : Jacques-Bénigne Bossuet, 1844-1847, statue en pierre.
  - Jardin du Luxembourg : Marie Stuart, statue en pierre de la série des Reines de France et Femmes illustres.
  - musée du Louvre :
    - Satan, 1833, statuette en bronze[7] ;
    - Vases aux chauves-souris, bronze[8] ;
    - Amazone domptant un cheval sauvage, 1843, groupe en bronze[9].

  - musée d'Orsay : participation à des objets d'art sous la direction de François-Désiré Froment-Meurice[10].
  - musée de la Vie romantique :
    - Prosper Bressant, 1845, statuette en plâtre ;
    - Allégorie de la navigation, 1836, statuette en bronze ;
    - Satan, 1833, statuette en bronze.

  - palais du Luxembourg, Sénat, galerie des bustes : Pierre-Simon de Laplace, buste en marbre[11].
  - place de la Concorde, fontaine nord : La Navigation fluviale ; L'Agriculture et L'Industrie, 1838, statues en fonte de fer.
  - place du Palais-Bourbon : La Loi, 1854, statue en pierre.
  - pont d'Iéna : Cavalier arabe, 1849, statue en pierre.
- Rouen :
  - hôtel de ville : Jeanne d'Arc, 1845, statue en marbre.
  - musée des Beaux-Arts : Raphaël, statue en marbre.
- Versailles, château de Versailles, galerie des batailles : Simon de Montfort, buste en plâtre.
- Sèvres, musée national de Céramique : Alexandre Brongniart, 1841, buste en marbre.

### Médailles
- François Guizot, 1844, « À François Pierre Guillaume Guizot, ses amis et ses admirateurs ; On peut épuiser ma force, on n'épuisera pas mon courage ; Chambre des députés 26 janvier 1844 », médaille en cuivre, Ø 100 mm, poids 522 g.

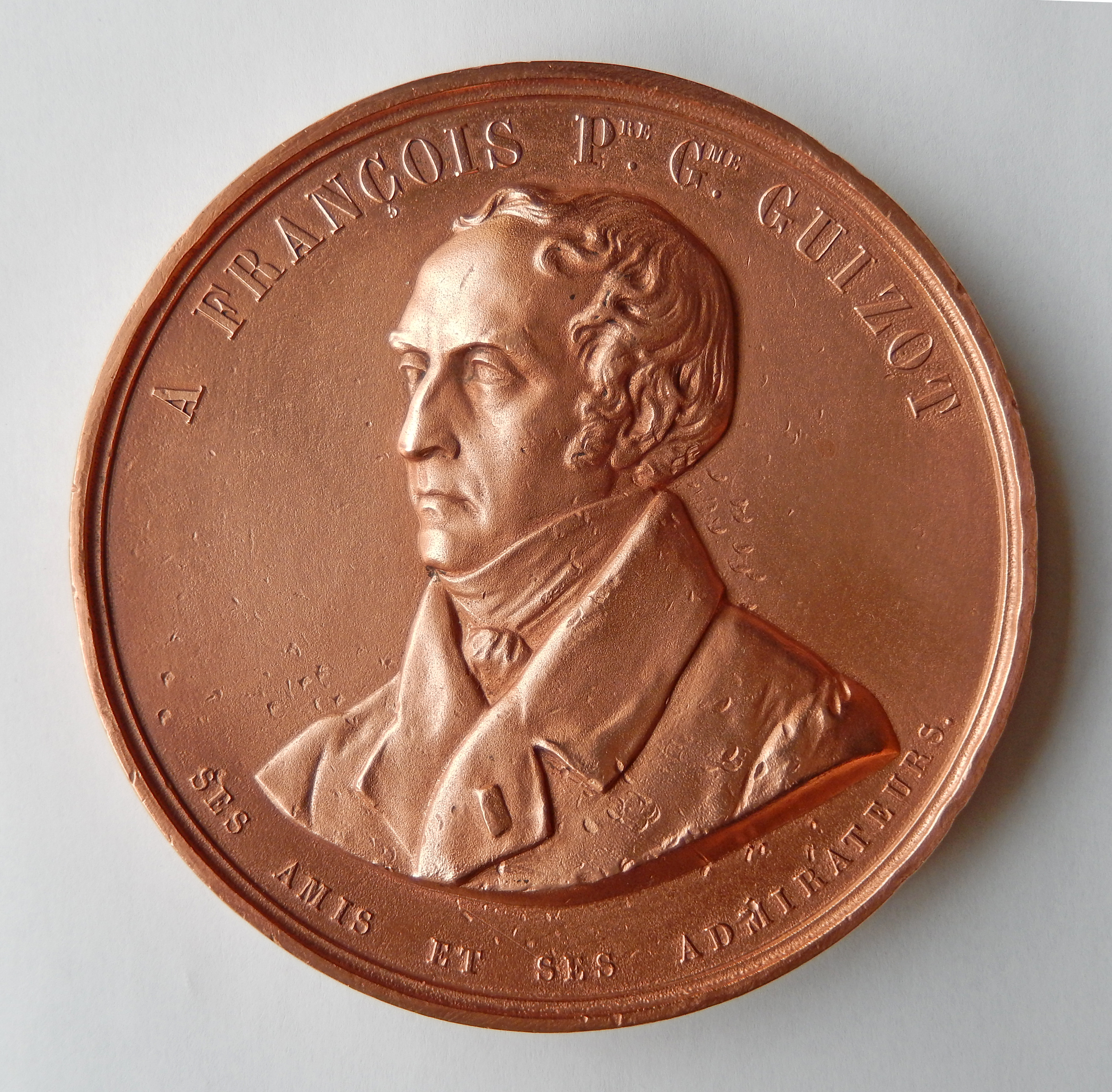
François Guizot (1844), médaille en cuivre, 100 mm, recto.
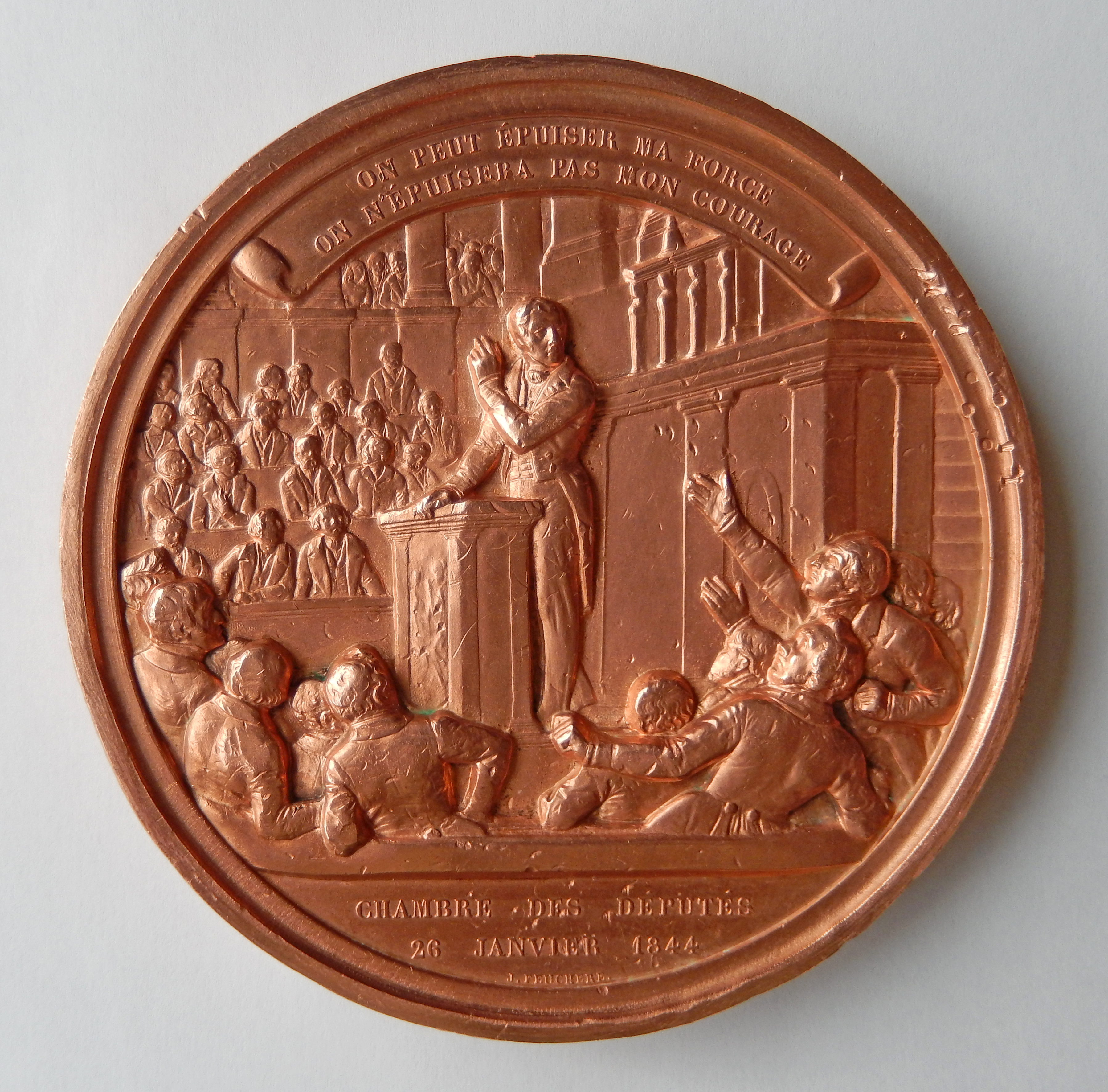
François Guizot (1844), médaille en cuivre, 100 mm, verso.

### Dessins référencés
- Dante méditant la Divine Comédie, 1843, Washington, National Gallery of Art[12]
- Vierge à l'Enfant adorée par un ange jouant du luth, New York, Metropolitan Museum of Art[13].
- Chambre à coucher d'Henri Duponchel à l'Opéra de Paris, 1836, localisation inconnue[14].
- Mme Duponchel, née Marie-Joséphine Blanchard (1810-1896), 1845, localisation inconnue[15].

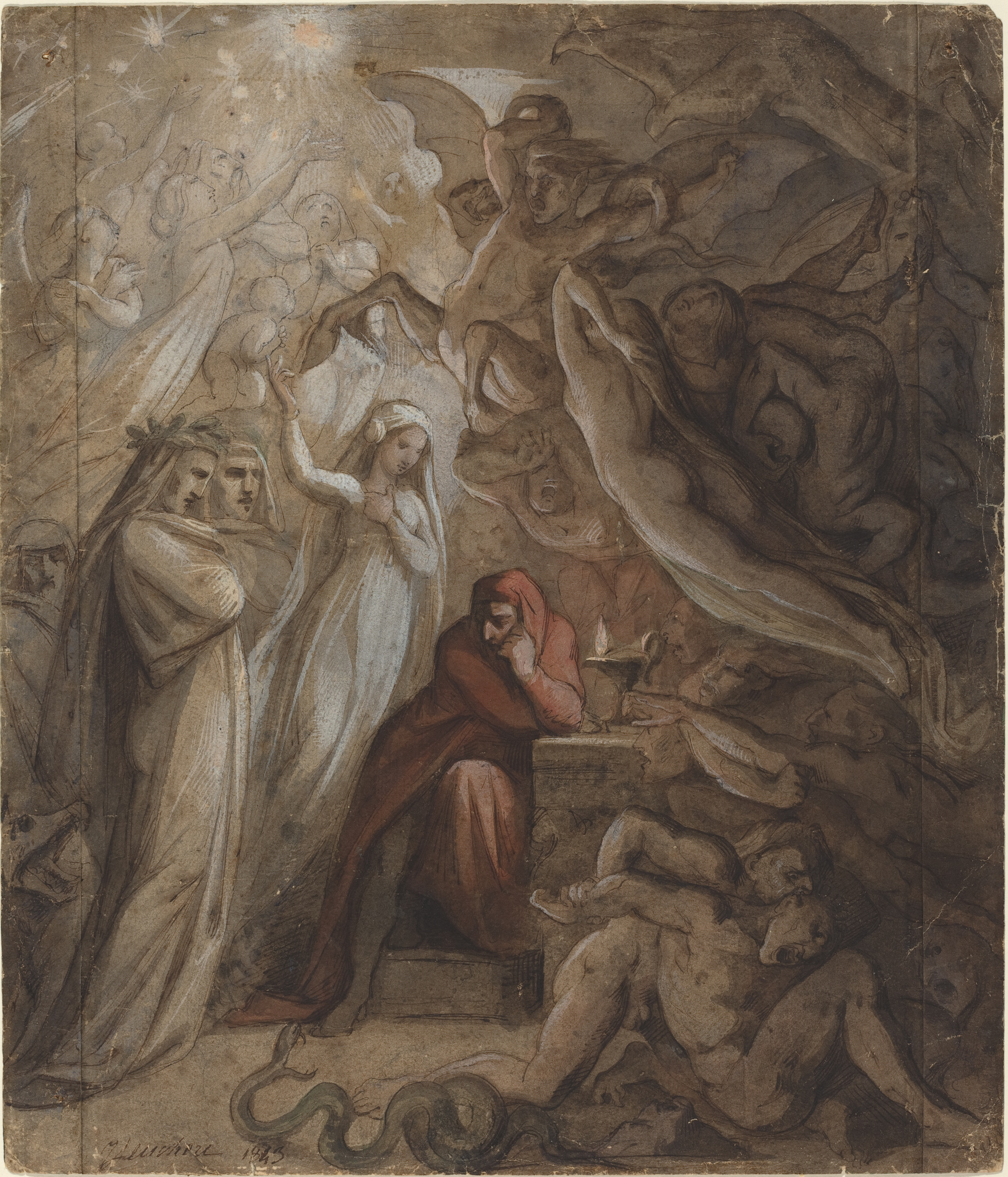
Dante méditant la Divine Comédie (1843), Washington, National Gallery of Art.
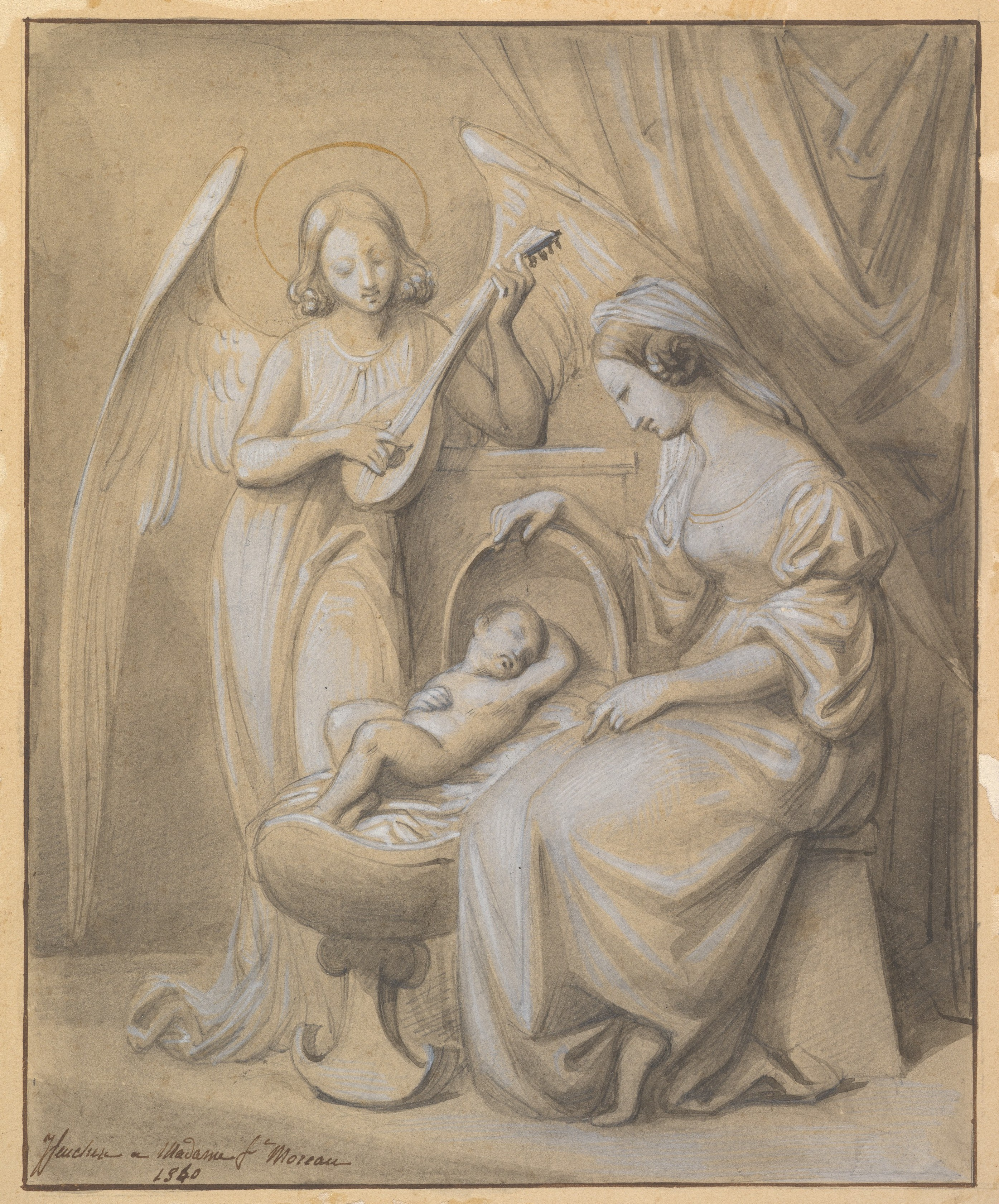
Vierge à l'Enfant adorée par un ange jouant du luth, New York, Metropolitan Museum of Art.

## Salons
- 1831 : Nymphe sur une coquille ; Ange jouant d'un instrument de musique ; La Victoire et la Paix.
- 1840 : Sainte Thérèse, statue pour l'église de la Madeleine à Paris.
- 1843 : Amazone domptant un cheval sauvage ; Galatée ; Léonard de Vinci ;  Mme Théodorine Mélingue.
- 1845 : Jeanne d'Arc sur le bûcher, pour l'hôtel de ville de Rouen.

## Récompenses
- Médaille au Salon de 1834.
- Chevalier de la Légion d'honneur (1846)

## Élèves
- Jean-Baptiste-Jules Klagmann (1810-1867)
- Jacques-Léonard Maillet (1823-1894)
- Jean-Baptiste Révillon (1819-1869)

Œuvres de Jean-Jacques Feuchère
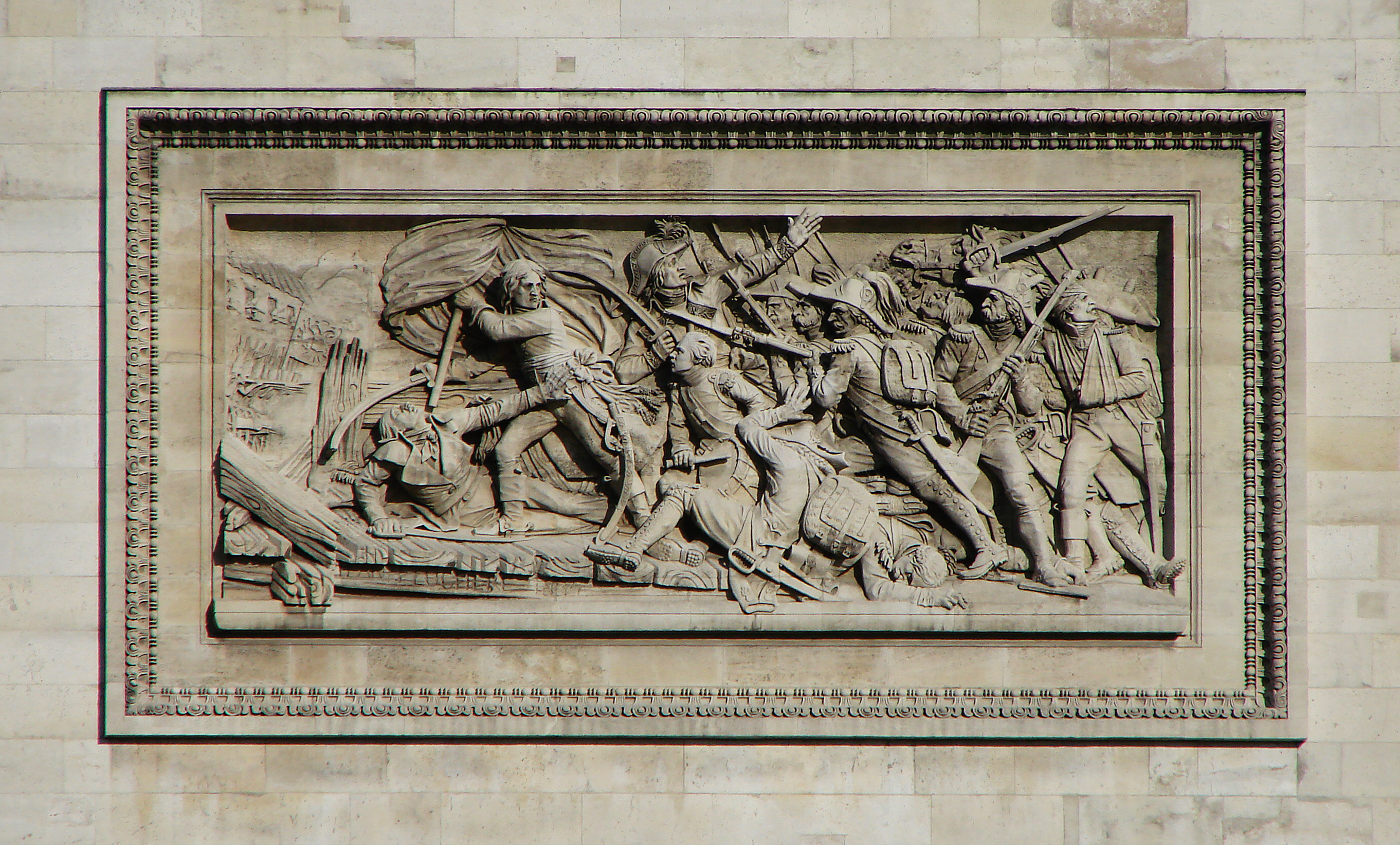
Le Passage du pont d'Arcole le 15 novembre 1796 (1834), Paris, arc de triomphe de l'Étoile.
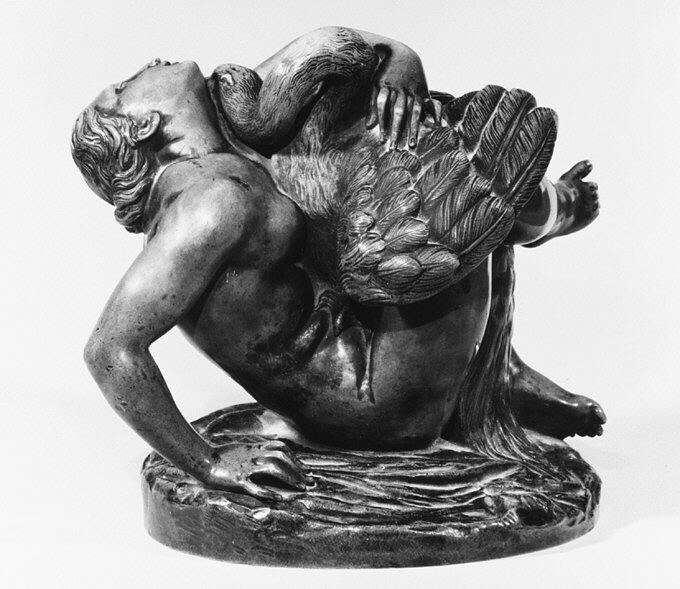
Léda et le cygne (vers 1840–1850), New York, Metropolitan Museum of Art.
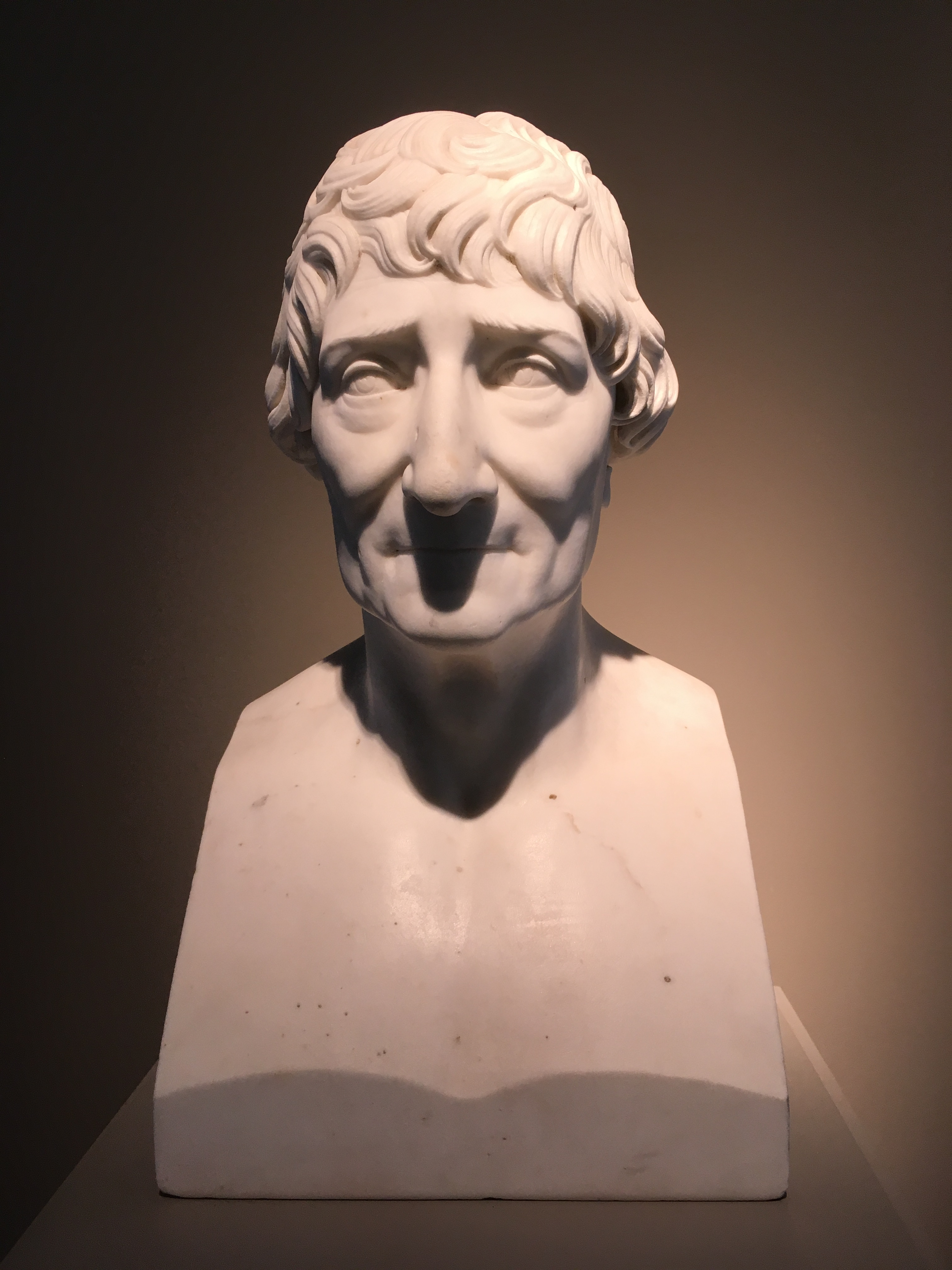
Alexandre Brongniart (1841), Sèvres, musée national de Céramique.
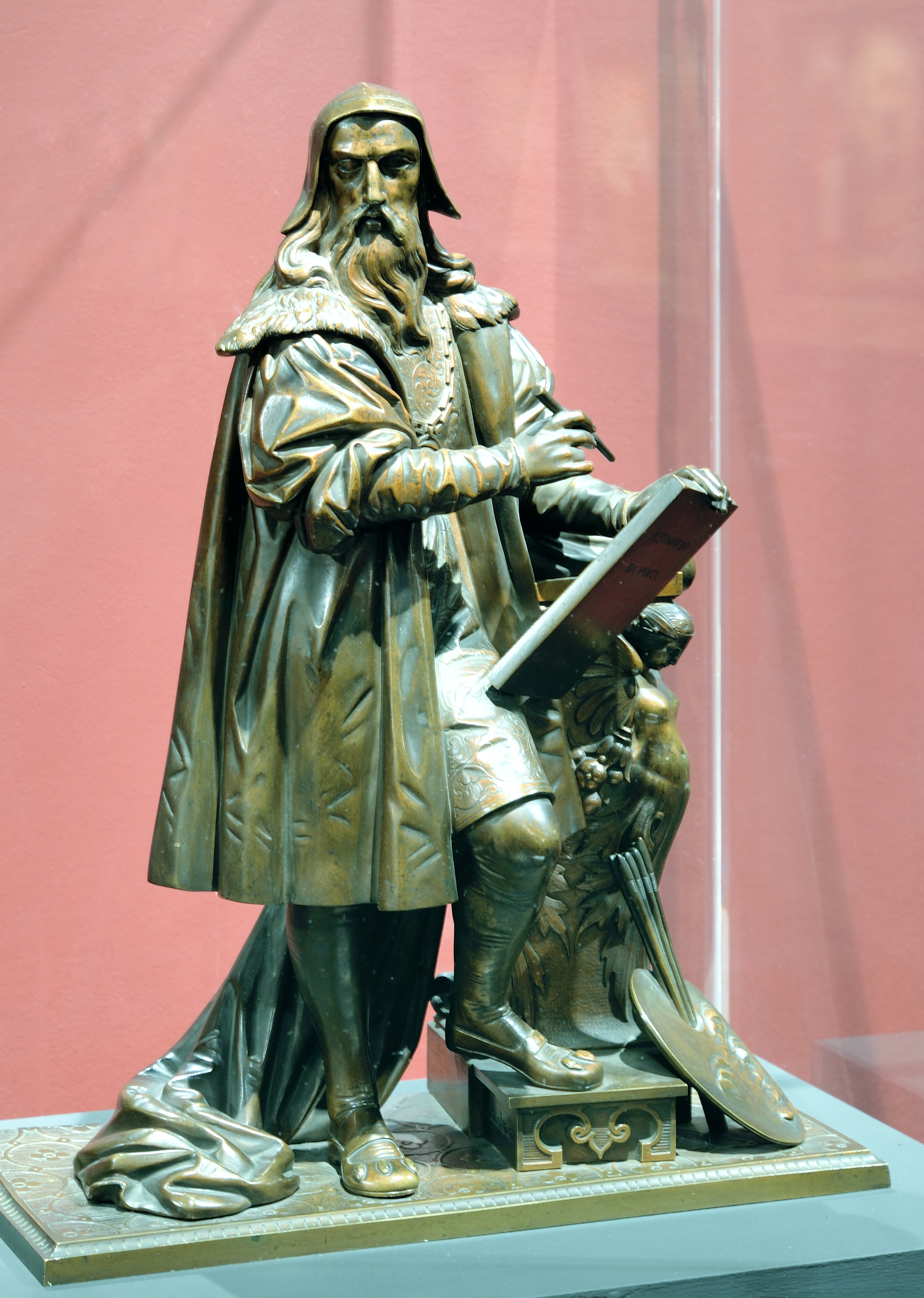
Léonard de Vinci (1843), Montargis, musée Girodet.
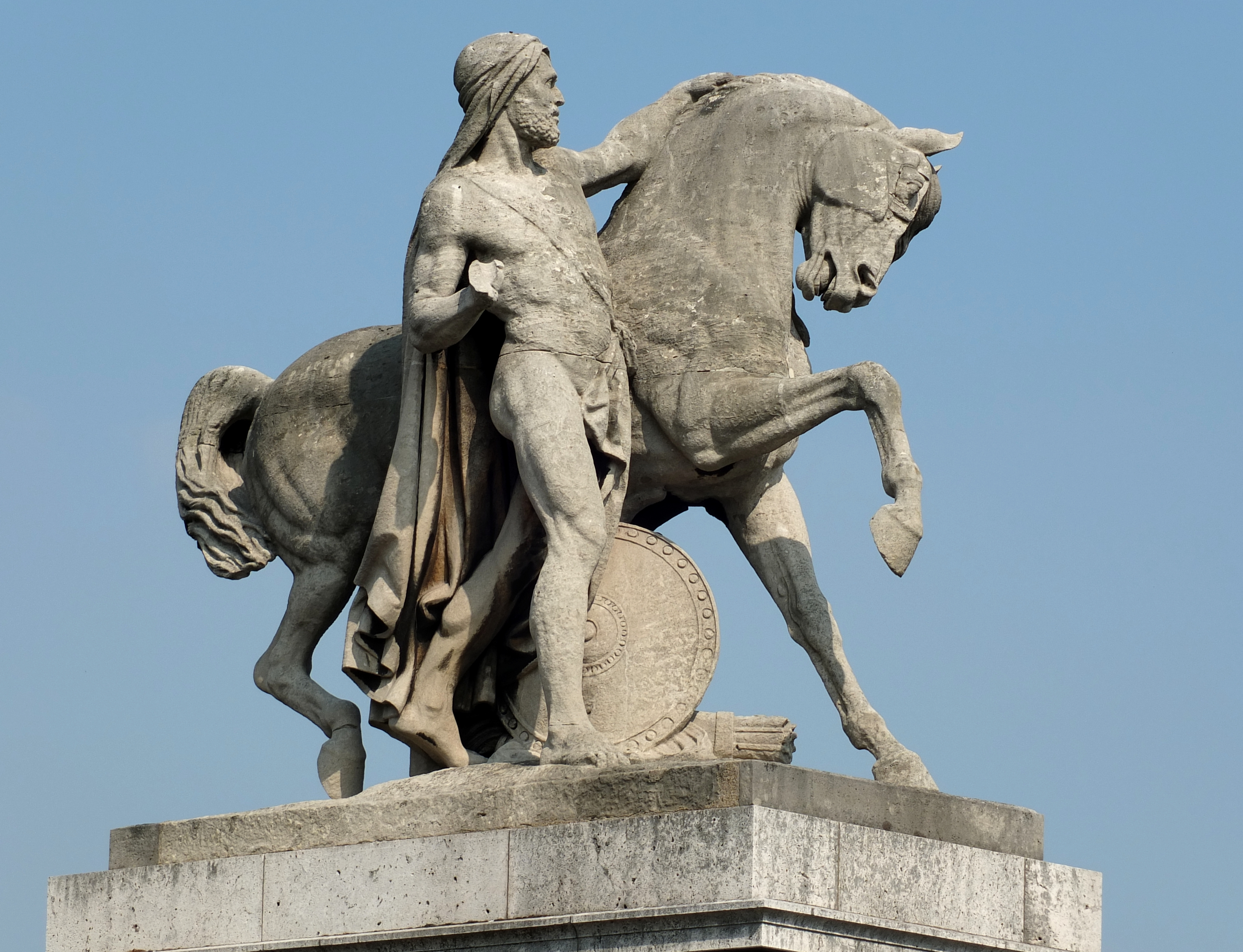
Cavalier arabe (1849), Paris, pont d'Iéna.
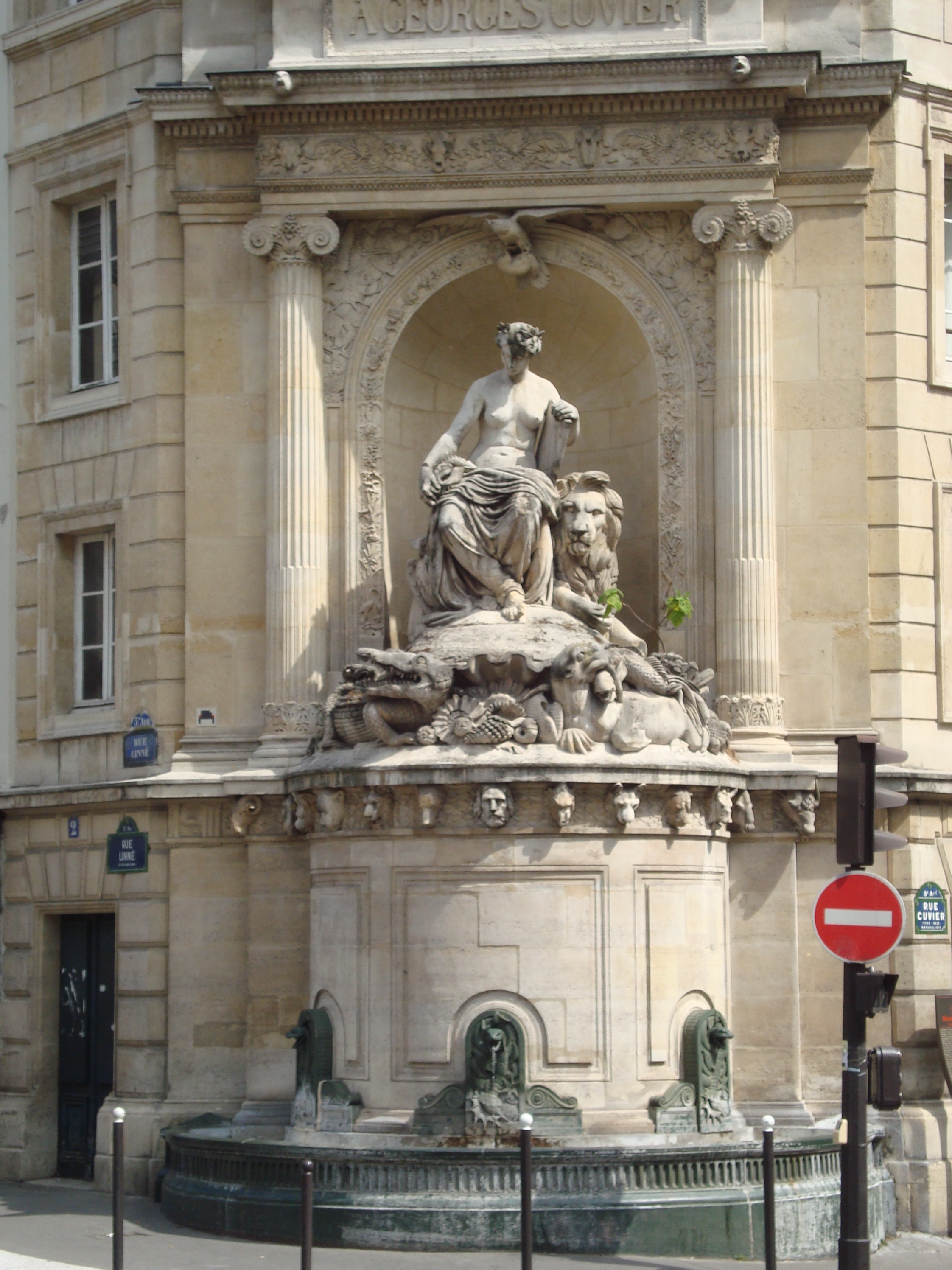
La fontaine Cuvier (1846), Paris, rue Linné.
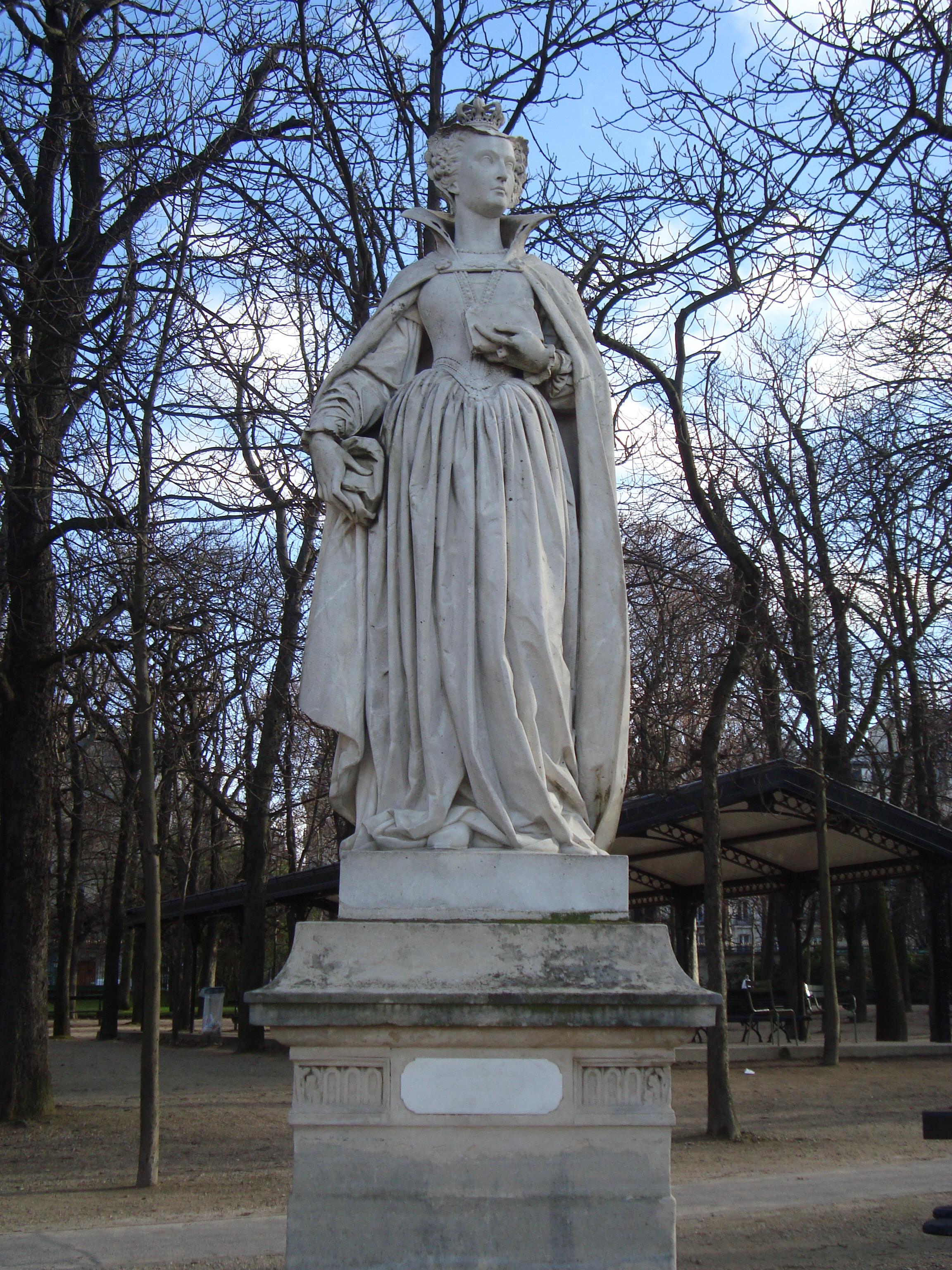
Marie Stuart, Paris, jardin du Luxembourg.
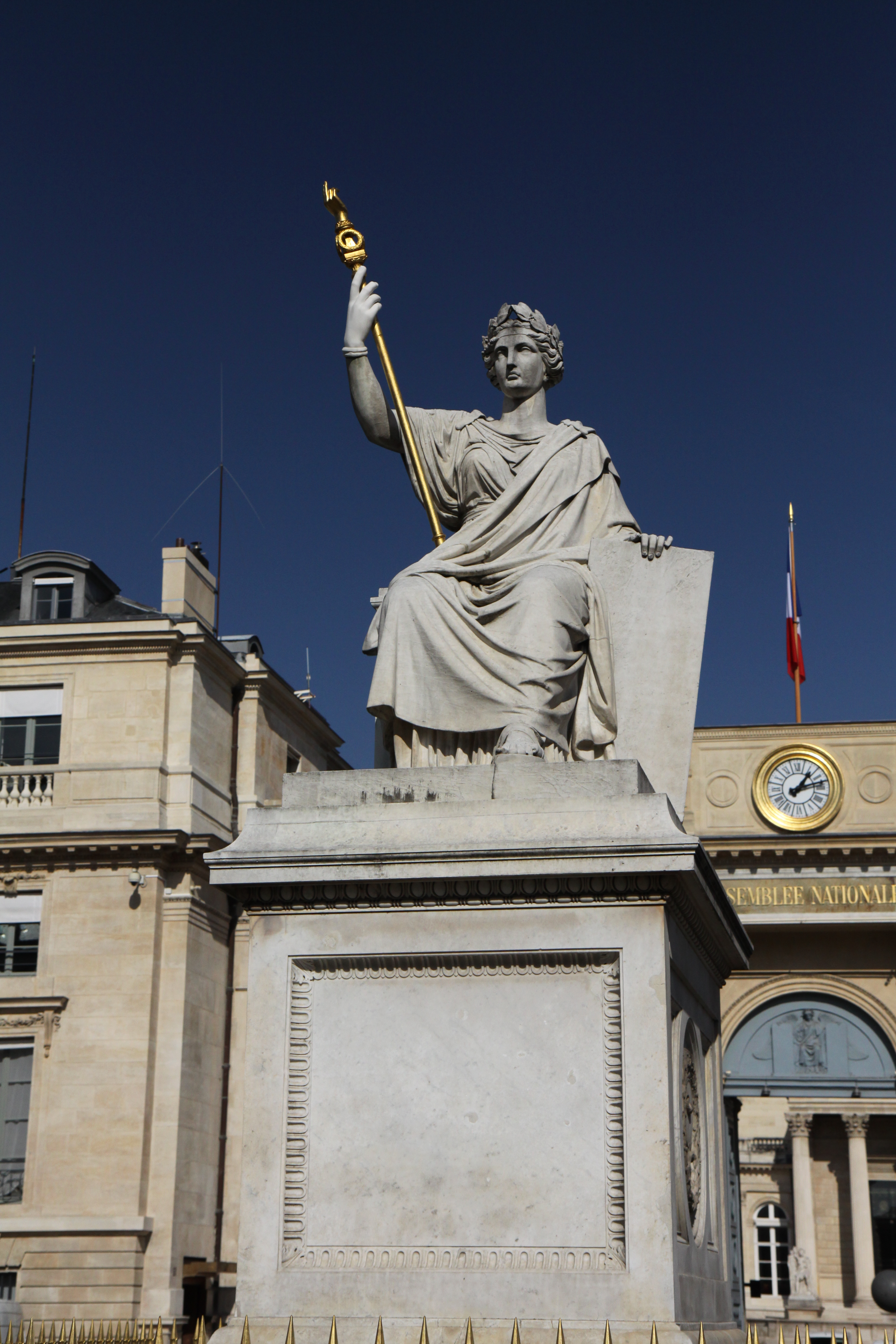
La Loi (1854), Paris, place du Palais-Bourbon.